# Ampelocera edentula
Ampelocera edentula är en hampväxtart som beskrevs av João Geraldo Kuhlmann. Ampelocera edentula ingår i släktet Ampelocera och familjen hampväxter. Inga underarter finns listade i Catalogue of Life.